# Ивановка (Николаевский район, Ульяновская область)
Ивановка — упразднённая деревня в Николаевском районе Ульяновской области России. Входила в состав Телятниковского сельского поселения.

## География
Деревня находится в юго-западной части Ульяновской области, в лесостепной зоне, в пределах Приволжской возвышенности, на правом берегу реки Ардовать, на расстоянии примерно 5,5 километров (по прямой) к северо-востоку от села Телятниково.
Климат
Климат характеризуется как умеренно континентальный, с тёплым летом и умеренно холодной зимой. Среднегодовая температура воздуха — 10 °С. Средняя температура воздуха самого тёплого месяца (июля) — 19,2 °C (абсолютный максимум — 41 °C); самого холодного (января) — −13,3 °C (абсолютный минимум — −48 °C). Продолжительность безморозного периода составляет в среднем 202 дня. Среднегодовое количество атмосферных осадков составляет 455—530 мм, из которых большая часть выпадает в период с апреля по сентябрь. Снежный покров образуется в конце ноября и держится в течение 128 дней.

## История
Исключено из учётных данных в 2002 году постановлением заксобрания Ульяновской области от 10.12.2002 г. № 066-ЗО

## Население
Согласно переписи 2002 года в деревне отсутствовало постоянное население